# Pau Marí-Klose
Pau Vicent Mari Klose (Santa Eulalia del Río, 1972) es un sociólogo y ex-político español, especialista en el estudio de la desigualdad y la pobreza. Entre 2018 y 2019 ocupó el cargo de alto comisionado para la Lucha contra la Pobreza Infantil. Entre 2019 y 2023 fue diputado del PSOE por la circunscripción de Zaragoza.  

## Biografía
Nacido en Santa Eulalia del Río (Ibiza) en 1972, se doctoró en Sociología por la Universidad Autónoma de Madrid. Profesor de Sociología en la Universidad de Barcelona entre 2006 y 2010, fue investigador postdoctoral en el Consejo Superior de Investigaciones Científicas entre 2010 y 2012. Desde 2012 es profesor en la Universidad de Zaragoza.

### Actividad política
En julio de 2018 fue nombrado director general de la Oficina del Alto Comisionado para la Lucha contra la Pobreza Infantil tras la llegada de Pedro Sánchez a la presidencia del Gobierno. En septiembre de ese mismo año fue nombrado como alto comisionado. Cesó como alto comisionado en marzo de 2019 para presentarse a las elecciones generales de 2019 como número 2 de la lista del Partido Socialista Obrero Español por Zaragoza, logrando el escaño. Volvió a obtener escaño en las elecciones generales de noviembre de 2019. Cesó de sus funciones parlamentarias el 31 de mayo de 2023, tras la convocatoria anticipada de elecciones generales.
Es miembro del Patronato de la Fundación Pablo Iglesias.

## Obras y colaboraciones
Ha coordinado o es autor o coautor de catorce libros y casi un centenar de artículos académicos y capítulos en obras colectivas sobre sociología de la juventud, de la familia, de la educación, pobreza infantil, desigualdad y política social. También ha escrito sobre nacionalismo y el proceso independentista en Cataluña en obras colectivos  y artículos periodísticos, así como sobre la evolución reciente del pensamiento socialdemócrata, política española y europea.
Ha formado parte del equipo de editores del blog Agenda Pública y ha sido colaborador en distintos medios, como El País o el Heraldo de Aragón. Ha colaborado también con distintas fundaciones y entidades sociales sin ánimo de lucro en estudios y seminarios.